# Premjer-Liga (vrouwenbasketbal)
Kampioenschap van de Sovjet-Unie en GOS. In 1923, 1924, 1928, 1934, 1935, 1936, 1956, 1959, 1963 en 1967 werd er gespeeld met teams uit de verschillende Sovjet republieken, steden en regio's binnen de Sovjet-Unie.

## Winnaars Sovjet kampioenschap basketbal
| Jaar                                           | Goud                  | Zilver                 | Brons                  | Bijzonderheden                              |
| ---------------------------------------------- | --------------------- | ---------------------- | ---------------------- | ------------------------------------------- |
| Landskampioen (steden) Sovjet-Unie (1923-1936) |                       |                        |                        |                                             |
| 1923                                           | Team Petrograd        | Team Bogorodsk         | Team Moskou            |                                             |
| 1924                                           | Team Moskou           | Team Regio Zuid-Oost   | Team Oeral             |                                             |
| 1928                                           | Team Leningrad        | Wit-Russische SSR      |                        |                                             |
| 1934                                           | Team Moskou           | Team Leningrad         | Team Odessa            |                                             |
| 1935                                           | Team Leningrad        | Team Moskou            | Team Odessa            |                                             |
| 1936                                           | Team Moskou           | Team Leningrad         | Team Bakoe             |                                             |
| Kampioenen Sovjet-Unie (1936-1991)             |                       |                        |                        |                                             |
| 1937                                           | Dinamo Moskou         | Lokomotiv Moskou       | GOLIFK Leningrad       |                                             |
| 1938                                           | Dinamo Moskou         | Spartak Moskou         | Spartak Leningrad      |                                             |
| 1939                                           | Dinamo Moskou         | Lokomotiv Moskou       | Spartak Moskou         |                                             |
| 1940                                           | Dinamo Moskou         | Lokomotiv Moskou       | Spartak Leningrad      |                                             |
| 1944                                           | Dinamo Moskou         | Lokomotiv Moskou       | Spartak Moskou         |                                             |
| 1945                                           | Dinamo Moskou         | MAI Moskou             | Dinamo Kiev            |                                             |
| 1946                                           | MAI Moskou            | Stroitel Moskou        | Dinamo Moskou          |                                             |
| 1947                                           | MAI Moskou            | Dinamo Moskou          | Lokomotiv Moskou       |                                             |
| 1948                                           | Dinamo Moskou         | MAI Moskou             | Lokomotiv Moskou       |                                             |
| 1949                                           | Dinamo Kiev           | Lokomotiv Moskou       | Dinamo Moskou          |                                             |
| 1950                                           | Dinamo Moskou         | Dinamo Kiev            | Lokomotiv Moskou       |                                             |
| 1951                                           | MAI Moskou            | Dinamo Moskou          | Lokomotiv Moskou       |                                             |
| 1952                                           | Stroitel Moskou       | MAI Moskou             | Dinamo Moskou          |                                             |
| 1953                                           | Dinamo Moskou         | MAI Moskou             | Iskra Leningrad        |                                             |
| 1954                                           | MAI Moskou            | Dinamo Moskou          | Stroitel Moskou        |                                             |
| 1955                                           | MAI Moskou            | Stroitel Moskou        | Dinamo Moskou          |                                             |
| 1956                                           | RSFSR Moskou          | Letse SSR              | RSFSR Leningrad        | I. Spartakiad van de volkeren van de USSR   |
| 1957                                           | Dinamo Moskou         | Kalev Tartu            | Stroitel Moskou        |                                             |
| 1958                                           | Dinamo Moskou         | Kalev Tartu            | Daugava Riga           |                                             |
| 1959                                           | RSFSR Moskou          | Estische SSR           | RSFSR Leningrad        | II. Spartakiad van de volkeren van de USSR  |
| 1960                                           | TTT Riga              | USK Tartu              | SKA Leningrad          |                                             |
| 1961                                           | TTT Riga              | SKA Leningrad          | Boerevestnik Leningrad |                                             |
| 1962                                           | TTT Riga              | SKA Leningrad          | Serp i Molot Moskou    |                                             |
| 1963                                           | Letse SSR             | RSFSR Leningrad        | RSFSR Moskou           | III. Spartakiad van de volkeren van de USSR |
| 1964                                           | TTT Riga              | Boerevestnik Leningrad | SKA Leningrad          |                                             |
| 1965                                           | TTT Riga              | GPI Tbilisi            | SKA Leningrad          |                                             |
| 1966                                           | TTT Riga              | GPI Tbilisi            | Dinamo Moskou          |                                             |
| 1967                                           | Letse SSR             | RSFSR Moskou           | Russische SFSR         | IV. Spartakiad van de volkeren van de USSR  |
| 1968                                           | TTT Riga              | Spartak Noginsk        | Boerevestnik Leningrad |                                             |
| 1969                                           | TTT Riga              | Spartak Noginsk        | Kibirkštis Vilnius     |                                             |
| 1970                                           | TTT Riga              | Spartak Leningrad      | Spartak Noginsk        |                                             |
| 1971                                           | TTT Riga              | Spartak Leningrad      | Kibirkštis Vilnius     |                                             |
| 1972                                           | TTT Riga              | Spartak Leningrad      | Kibirkštis Vilnius     |                                             |
| 1973                                           | TTT Riga              | Spartak Leningrad      | Oeralmasj Sverdlovsk   |                                             |
| 1974                                           | Spartak Leningrad     | TTT Riga               | Oeralmasj Sverdlovsk   |                                             |
| 1975                                           | TTT Riga              | Spartak Leningrad      | Spartak Noginsk        |                                             |
| 1976                                           | TTT Riga              | Spartak Noginsk        | Spartak Leningrad      |                                             |
| 1977                                           | TTT Riga              | Dinamo Moskou          | Spartak Noginsk        |                                             |
| 1978                                           | Spartak Noginsk       | TTT Riga               | Dinamo Moskou          |                                             |
| 1979                                           | TTT Riga              | Spartak Noginsk        | Dinamo Moskou          |                                             |
| 1980                                           | TTT Riga              | Spartak Noginsk        | CSKA Moskou            |                                             |
| 1981                                           | TTT Riga              | Spartak Noginsk        | Dinamo Novosibirsk     |                                             |
| 1982                                           | TTT Riga              | Spartak Noginsk        | Dinamo Novosibirsk     |                                             |
| 1983                                           | TTT Riga              | CSKA Moskou            | Dinamo Novosibirsk     |                                             |
| 1984                                           | TTT Riga              | CSKA Moskou            | Kibirkštis Vilnius     |                                             |
| 1985                                           | CSKA Moskou           | Dinamo Novosibirsk     | TTT Riga               |                                             |
| 1986                                           | Dinamo Novosibirsk    | TTT Riga               | CSKA Moskou            |                                             |
| 1987                                           | Dinamo Novosibirsk    | Spartak Leningrad      | CSKA Moskou            |                                             |
| 1988                                           | Dinamo Novosibirsk    | CSKA Moskou            | Elektrosila Leningrad  |                                             |
| 1989                                           | CSKA Moskou           | Horizont Minsk         | Dinamo Wolgograd       |                                             |
| 1990                                           | Elektrosila Leningrad | CSKA Moskou            | Dinamo Wolgograd       |                                             |
| 1991                                           | Dinamo Kiev           | CSKA Moskou            | Horizont Minsk         |                                             |
| Kampioen GOS (1992)                            |                       |                        |                        |                                             |
| 1992                                           | Dinamo Kiev           | Moldova Chisinau       | CSKA Moskou            |                                             |

## Winnaars aller tijden
| Club                  | Winnaar | Jaar                                                  |
| --------------------- | ------- | ----------------------------------------------------- |
| TTT Riga              | 21      | 1960-1962, 1964-1966, 1968-1973, 1975-1977, 1979-1984 |
| Dinamo Moskou         | 11      | 1937-1945, 1948, 1950, 1953, 1957, 1958               |
| MAI Moskou            | 5       | 1946, 1947, 1951, 1954, 1955                          |
| Dinamo Kiev           | 3       | 1949, 1991, 1992                                      |
| Dinamo Novosibirsk    | 3       | 1986-1988                                             |
| Elektrosila Leningrad | 2       | 1974, 1990                                            |
| CSKA Moskou           | 2       | 1985, 1989                                            |
| Stroitel Moskou       | 1       | 1952                                                  |
| Spartak Noginsk       | 1       | 1978                                                  |